# Коломейченко, Виктор Васильевич
Виктор Васильевич Коломейченко (20 сентября 1936 — 30 октября 2019) — советский и российский учёный.
Член-корреспондент РАН (2014), РАСХН (1997), доктор сельскохозяйственных наук (1984), профессор (1988).
Заслуженный деятель науки Российской Федерации (1994).

## Биография
Родился в селе Торяное Еланского района Волгоградской области.
Окончил агрономический факультет Сталинградского сельхозинститута (1959). В 1963—1966 годах аспирант в альма-матер.
В 1968—1984 годах работал на Тульской опытной станции, с 1973 года — заведовал отделом кормопроизводства.
В 1985—2014 годах преподаватель Орловского государственного аграрного университета, профессор, заведовал там кафедрой.
С 2014 года старший научный сотрудник Тульского научно-исследовательского института сельского хозяйства.
Член редколлегии журнала «Земледелие».
В 1967 году защитил кандидатскую диссертацию «Фотосинтетическая деятельность и урожай промежуточных культур в условиях орошения» (по специальности физиология растений и орошаемое земледелие), а в 1984 году — докторскую «Интенсификация кормопроизводства в центральной части Среднерусской лесостепи» (по специальностям растениеводство и кормопроизводство).
Академик Международной академии аграрного образования.
Награждён 2 медалями СССР и 3 медалями ВДНХ, юбилейным знаком «70 лет Орловской области» (2008).
Почётный член Общества физиологов растений России (2011).
Опубликовал около 600 научных работ, также за рубежом.